# 芒廷鎮區 (阿肯色州洛根縣)
芒廷鎮區（英語：Mountain Township）是位於美國阿肯色州洛根縣的一個行政鎮區。

## 地方資料
芒廷鎮區的面積為230.07平方千米，當中陸地面積為229.35平方千米，而水域面積為0.72平方千米。根據2010年美國人口普查的數據，當地共有人口131人，而人口密度為每平方千米0.57人。